# Boris Rybkin
Boris Arkadjewicz (Boruch Aronowicz) Rybkin (ros. Бори́с Арка́дьевич (Борух Аронович) Ры́бкин, ur. 7 czerwca?/19 czerwca 1899 w guberni jekaterynosławskiej, zm. 27 listopada 1947 k. Pragi) – wieloletni funkcjonariusz sowieckich służb specjalnych INO OGPU/NKWD/MGB działający pod przykryciem dyplomaty. Pułkownik bezpieczeństwa państwowego.

## Życiorys
Po ukończeniu prywatnej szkoły studiował w Piotrogrodzkiej Akademii Górniczej. W latach 1921–1921 żołnierz Armii Czerwonej, od lipca 1921 funkcjonariusz Czeki, 1923–1924 kursant Centralnej Szkoły OGPU ZSRR. Członek RKP(b)/WKP(b), 1924-1929 pomocnik szefa oddziału Wydziału Kontrwywiadowczego OGPU ZSRR, 1929-1931 pomocnik szefa okręgowego oddziału OGPU w Stalingradzie, do grudnia 1931 przewodniczący Wydziału Zagranicznego Pełnomocnego Przedstawicielstwa OGPU w Środkowej Azji. Od grudnia 1931 uczestnik misji handlowej Ludowego Komisariatu Handlu Zagranicznego w Meszhedzie (Iran), wicekonsul Generalnego Konsulatu ZSRR w Meszhedzie, później był we Francji, Bułgarii i Austrii, 1934-1935 pracownik Centralnego Aparatu Wydziału Zagranicznego OGPU ZSRR/NKWD ZSRR. Od września 1935 formalnie był konsulem Pełnomocnego Przedstawicielstwa (Ambasady) ZSRR w Finlandii, a faktycznie rezydentem NKWD ZSRR w Finlandii, następnie do 29 listopada 1939 formalnie II sekretarz Ambasady ZSRR w Finlandii, jednocześnie od kwietnia 1938 do 29 listopada 1939 chargé d'affaires ZSRR w Finlandii. Od listopada 1939 do lutego 1941 szef oddziału Wydziału V GUGB, od lutego do września 1941 szef wydziału Zarządu I NKGB ZSRR, od września 1941 do czerwca 1943 formalnie radca Ambasady ZSRR w Szwecji, a faktycznie rezydent NKWD ZSRR w Szwecji. Od 10 sierpnia 1943 do 1944 zastępca szefa Wydziału IV Głównego Zarządu NKGB ZSRR, od 1944 do lutego 1947 szef Wydziału IV Głównego Zarządu NKGB/MGB ZSRR, po wojnie wyjeżdżał do Turcji dla ustanowienia łączności z nielegalną agenturą ZSRR, od lutego 1947 pracownik Wydziału „DR” MGB ZSRR w stopniu pułkownika. Nagrodzony Mauserem z wygrawerowanym napisem „za bezlitosną walkę z kontrrewolucją”.
Zginął w wypadku samochodowym niedaleko Pragi będąc odkomenderowanym służbowo do Czechosłowacji. Pochowany na Cmentarzu Nowodziewiczym.

## Odznaczenia
- Order Czerwonego Sztandaru
- Order Wojny Ojczyźnianej II klasy
- Order Czerwonej Gwiazdy
- Order „Znak Honoru”
- Odznaka "Honorowy Funkcjonariusz Czeki/GPU"
- Odznaka "Zasłużony Funkcjonariusz NKWD"

I medale.